# 女子开车进故宫事件
女子开车进故宫事件，是指2020年1月17日微博用户“露小宝LL”发布开越野车进中华人民共和国北京故宫博物院的照片而引发的争议事件，照片中“露小宝LL”和另一名女性同行者倚靠在黑色奔驰越野车前，背景是北京故宫的太和门广场。“露小宝LL”的微博曾认证为“中国国际航空公司乘务员”，照片上的越野车为价格300万元人民币的黑色2019款梅赛德斯-奔驰AMG G63“先型特别版”，由此该事件也被媒体描述为空姐开越野车进故宫、奔驰车开进故宫、女子开奔驰进故宫等。“露小宝LL”原名高露，为已故全国政协副主席何长工的孫媳，其“红三代”的身份在此次事件中也受到关注。

## 背景

### 故宫
北京故宮自2013年开始实行禁车规定，院内只可以使用自行车和电瓶车，以应对一些突发或特殊情况。時任院长单霁翔稱，该措施为维护故宫的文化尊严。2013年，法国总统奥朗德参观故宫时曾一路步行，中華人民共和國国务院总理李克强陪同印度总理辛格参观时，因辛格已经81岁高龄，故宫特意从钓鱼台国宾馆借来电瓶车让其乘坐参观。
据新京报记者向故宫工作人员核实，西华门为供员工和公务使用的通道，游客不能开车进入；另外周一为故宫闭馆时间，会有合作单位到故宫开会，或安排一些集中参观。据上游新闻报道，之前也有数位网民在社交媒体上表示自己曾经“开车进故宫”，并表示需要“打点相关部门”。

### 当事人
当事人“露小宝LL”微博认证为“中国国际航空有限公司乘务员高露”，且之前发布的微博中有穿着中国国际航空有限公司（以下简称国航）制服在飞机上或机场管制区拍摄的照片，照片中名牌上的名字为高露。经记者向国航宣传部门核实，“露小宝LL”曾担任乘务员，但已于2018年离职，其微博认证未及时更改。网友后来发现，“露小宝LL”曾多次在新浪微博上称自己是中国共产党元老何长工的孙媳妇，其丈夫为何长工的孙子何刚。根据上游新闻的报道，露小宝LL的住所位于北京市朝阳区奥林匹克森林公园附近的高档住宅区，开进故宫的奔驰越野车与其日常停放在住宅处的是同一辆车。高露（露小宝LL）为长春理工大学2009级马克思主义理论专业硕士研究生，但因其硕士学位论文没有通过答辩，未取得研究生毕业证和硕士学位证。

## 事件发展

### 事发

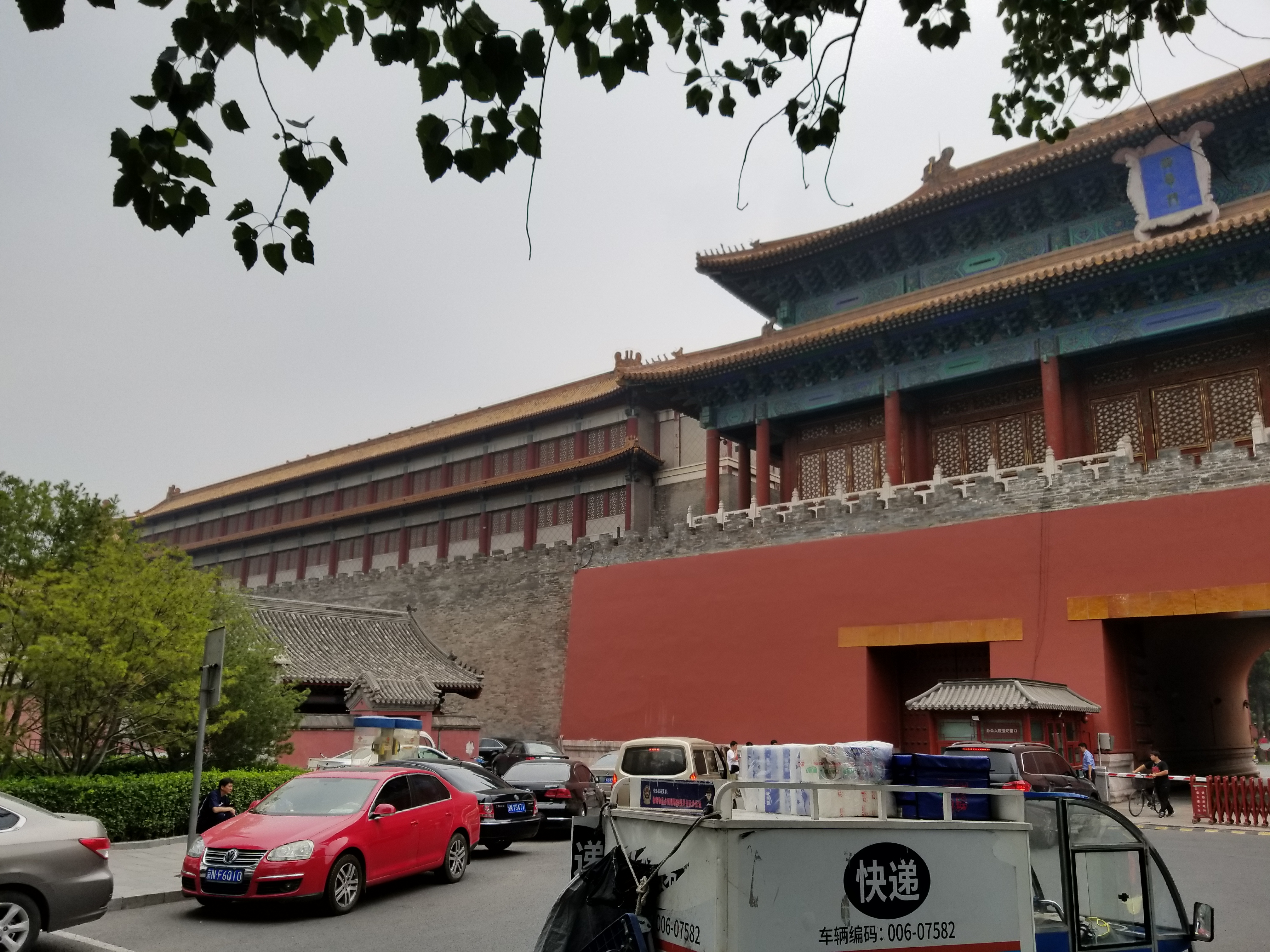
北京故宫西华门「辦公入院登記窗口」

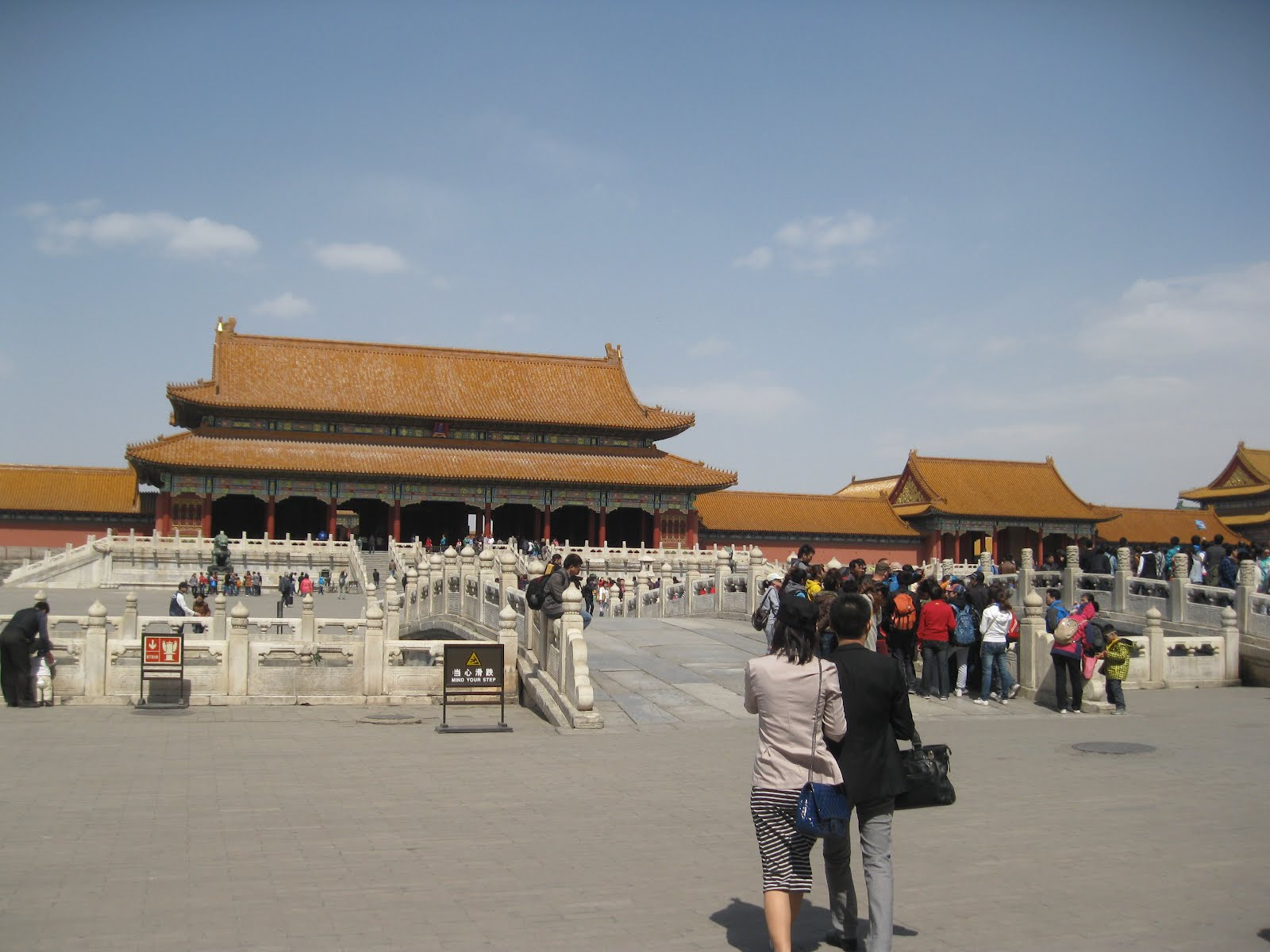
事發地：太和門廣場

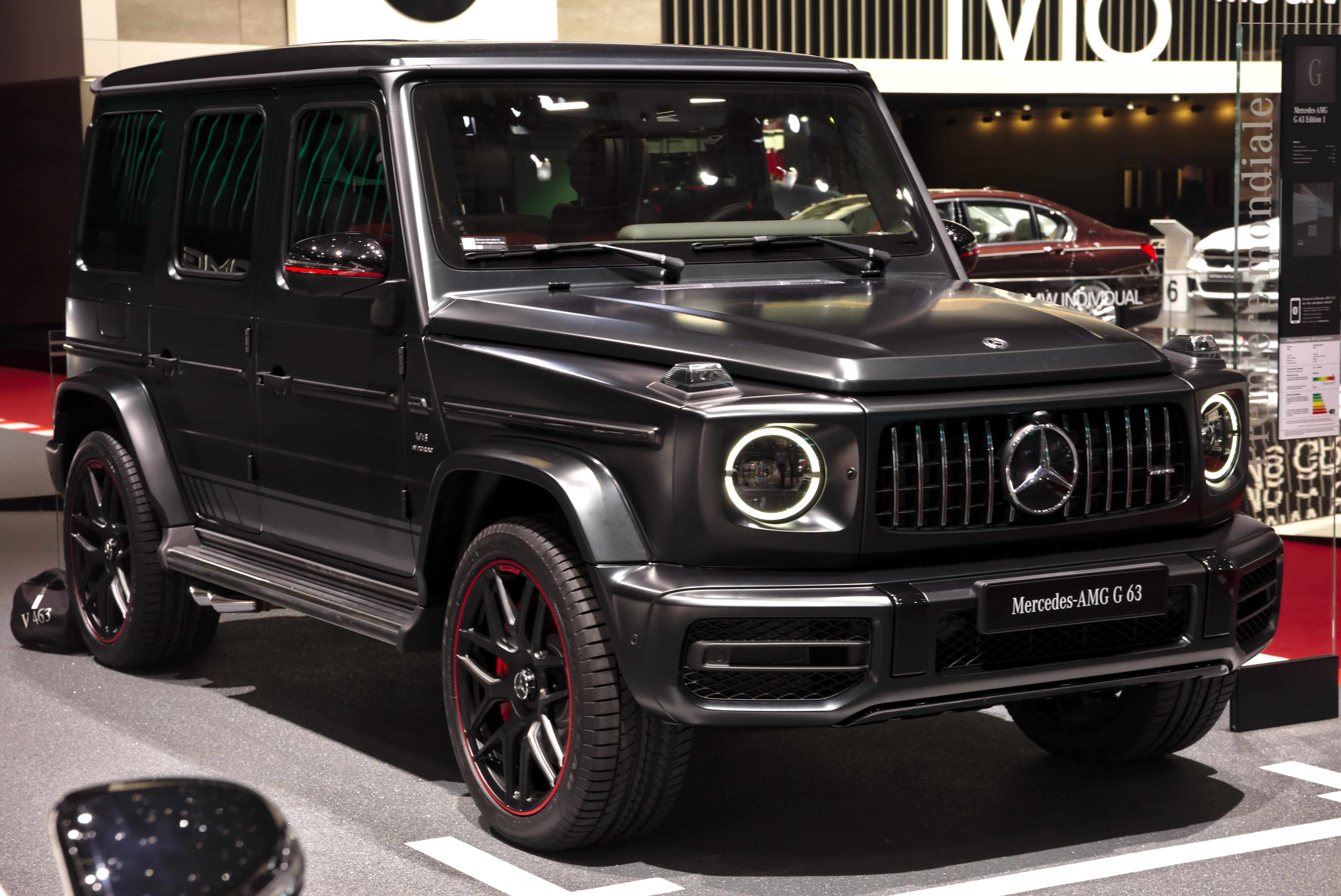
事件中停在故宫内拍照的同款同配色车

2020年1月17日14时56分，“露小宝LL”发布微博“赶着周一闭馆，躲开人流，去故宫撒欢儿～”，并配以两名女子与一辆车牌号以京A8开头的黑色2019款梅赛德斯-奔驰AMG G63“先型特别版”越野车以北京故宮太和门广场为背景拍摄的照片。其后有很多网友在该微博评论区留言指责其违反故宫禁车规定，“露小宝LL”在17时18分再发微博回应称“柠檬精太多了，啧啧啧......”，嘲讽指责她的网友，后将两条微博删除，至18日零时，其微博所有内容除账号点赞外均不可见。该事件迅速引发中国大陆网友热议，很多网友留言表達對北京故宮管理的不滿。。
据新京报记者向故宫工作人员核实，停车拍照位置位于太和门广场南部午门与内金水桥之间，若在展览期间，参展单位车辆可穿行，却并不允许停车，而“露小宝LL”可能参加了正在午门进行的“须弥福寿——当扎什伦布寺遇上紫禁城”文物展的集中参观。

### 双方回应
1月17日18时20分，“露小宝LL”再次发微博解释称，北京故宫西华门允许开车进入，其拍照位置为停车场，其旁边就停有其他车辆，其开车进入是合规合法的。随后“露小宝LL”删除了2011年至2020年的所有微博。
1月17日20时51分，故宫博物院官方微博发布消息回应争议事件，确认该事件属实，“对此深表痛心”，并向公众道歉，并表示感谢各界的关爱与监督，但并未解释为何放行车辆。1月17日，有故宫工作人员在接受记者访问时表示尽管“露小宝LL”进来故宫参观这个展览合法合规，停车行为也不会对文物造成损坏，但她不能在涉事位置停车，并且其在微博上发布的文字、照片炫耀其特权的行为属于炫富，非常不恰当。1月18日，中国新闻社报道指，故宫的声明中未提该女子开车进入故宫的理由，放行者为何人，此前是否发生类似情况，也未表示将采取哪些具体措施防止此类事件再次发生，引发网民不满。 据奔驰车主称，“露小宝LL”为其朋友，受故宫邀请参加活动，被邀请者是允许从西华门开车进入故宫的。
1月21日，故宫博物院院长王旭东通過故宫博物院官方新浪微博道歉，表示1月13日故宫博物院舉辦闭馆日活动，因原定停车场车位已满，故宮相关部门在引导车辆停放时，临时改变停车位置，未严格执行报批的接待方案，将原定的西华门内西河沿停车场，变更为午门内金水河南侧临时停车场。

## 反应

### 行政问责
1月19日，有民众就此事以涉嫌玩忽职守的名义向中共中央纪律检查委员会举报2019年4月起上任的故宫博物院院长王旭东。
1月21日，故宫博物院院长王旭东发布道歉信指，對故宫博物院副院长和保卫处处长停职检查。

### 媒体评论
新京报网发表媒体人于平评论文章《女子开奔驰进故宫：文保面前岂能容“特权撒欢”》，认为此次事件对故宫形象起到反向拉扯作用，故宫管理既然立下各种规矩，就应该不打折扣地执行，不能给任何人开口子，在文物保护面前人人平等。
1月18日，BBC中文网引述网络评论：“有钱与权真好啊！社会果然是社会，从来都是不公平的”。
1月18日，《人民日报》发表评论《开车进故宫：规则面前没有“撒欢儿”的特权》，称：“人们的痛心，在于我们珍之重之的国家文物和文化尊严受到了侵犯；人们的愤慨，在于600年的故宫早已不是封建特权的私产，却依然有人试图破坏这样的共识。面对网上各种猜测，故宫还需一查到底，给公众一个交代。”
1月18日，《新华每日电讯》微信公众号发表评论《开奔驰进故宫“撒欢儿”，严查谁为特权“开门”！》，称：“一辆越野车公然碾压故宫路面，无异于冒犯了全体国人的文化尊严。”“此次特权车在太和门广场‘撒欢儿’，不仅让人们为文物心痛，更触动涉及公平的敏感神经。”

### 其他
1月18日，微博博主“独立游戏开发熊”发布了一款独立小游戏《故宫开车》。游戏以故宫为背景，玩家可通过操控车辆越过障碍前进来得分。
有网友以“我在故宫开大奔”、“我在故宫轧文物”、“我在故宫考驾照”等为主题，基于纪录片《我在故宫修文物》的海报，设计了一系列讽刺海报。